# Петров, Анатолий Ильич
Анатолий Ильич Петров (род. 15 февраля 1956 г. в Астрахани) — российский педиатр, государственный и политический деятель. Депутат Государственной Думы VII созыва, член фракции «Единая Россия», член комитета Госдумы по охране здоровья.

## Биография
В 1973 году окончил среднюю школу, по производственному обучению была присвоена квалификация слесаря II разряда. С 1973 по 1974 год работал на Астраханском тепловозоремонтном заводе слесарем-электрообмотчиком, после чего поступил в медицинский институт. В 1980 году получил высшее медицинское образование по специальности «Педиатрия» в Астраханском государственном медицинском институте им. А. В. Луначарского на педиатрическом факультете. В 2000 году прошёл переподготовку по программе «Государственное и муниципальное управление» в Поволжской академии государственной службы им. П. А. Столыпина. С 1980 года работал анестезиологом-реаниматологом в областной детской больнице в Тамбове, в 1982 году был направлен на прохождение специализации по эндоскопии в город Горький. В том же году, после прохождения специализации, работал в детской областной поликлинике врачом-эндоскопистом. С 1987 года работал в Тамбовской детской поликлинике № 3 в должности главного врача. С 1991 года работал в Тамбовской областной детской клинической больнице в должности главного врача.
В марте 2011 года баллотировался в депутаты Областной думы по спискам партии «Единая Россия», по результатам распределения мандатов был депутатом Тамбовской областной думы V созыва. В сентябре 2016 года выдвигался по спискам партии «Единая Россия» в Госдуму, по итогам выборов и распределения мандатов стал депутатом Государственной Думы VII созыва.

## Законотворческая деятельность
С 2016 по 2019 год, в течение исполнения полномочий депутата Государственной Думы VII созыва, выступил соавтором 137 законодательных инициатив и поправок к проектам федеральных законов.

## Награды и звания
Заслуженный врач Российской Федерации